# Campiglossa occidentalis
Campiglossa occidentalis är en tvåvingeart som först beskrevs av Gottfried Novak 1974.  Campiglossa occidentalis ingår i släktet Campiglossa och familjen borrflugor. Inga underarter finns listade.